# Джаміла Лункусе
Джаміла Лункусе (1 січня 1997) — угандійська плавчиня.
Учасниця Олімпійських Ігор 2012, 2016 років.